# Símbolos patrios de Turquía
Los símbolos patrios de Turquía son los símbolos utilizados para representar a los ciudadanos de la República de Turquía tanto dentro del país como en el ámbito internacional.

## Bandera

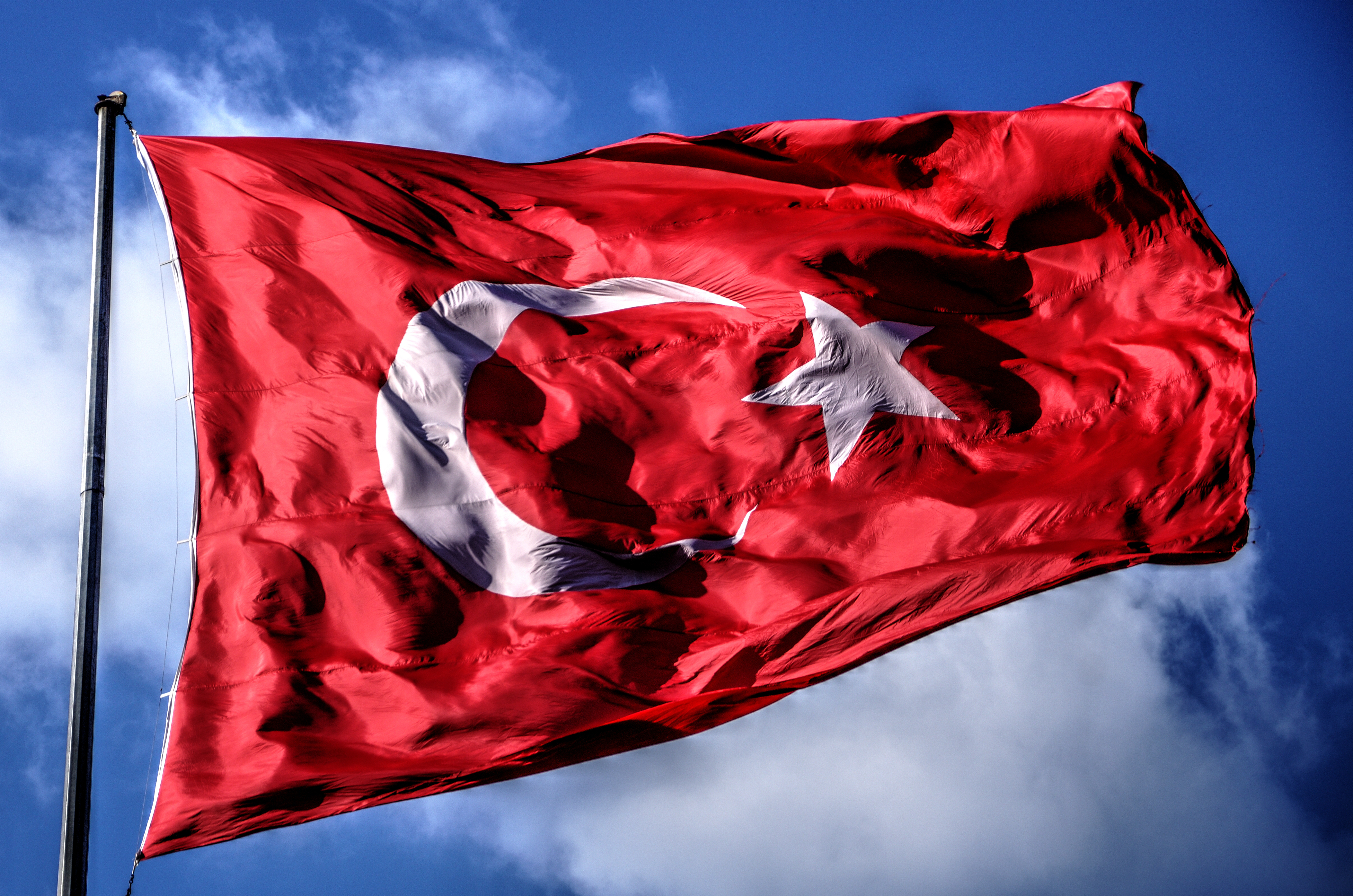
La bandera turca ondeando

La bandera de Turquía es la bandera nacional y oficial de la República de Turquía. Está compuesta por una media luna y una estrella de color blanco sobre un fondo rojo. Su diseño basado en la media luna y estrella fue adoptado por primera vez en 1844 durante el período del Tanzimat, bajo el reinado del sultán Abdülmecid I. Posteriormente, fue establecida como la bandera nacional de la República de Turquía mediante la Ley de la Bandera Turca N.º 2994 promulgada el 29 de mayo de 1936 en la era republicana. El 22 de septiembre de 1983, con la Ley de la Bandera Turca N.º 2893 se definieron los criterios específicos de su diseño asignándole su forma actual.
Aunque la bandera no tiene un significado oficial, según la leyenda popular su color rojo simboliza la sangre derramada por los mártires. De acuerdo con una leyenda, la imagen de la bandera turca surgió cuando la luz de la media luna y una estrella se reflejaron sobre un charco de sangre durante la medianoche. Se dice que este acontecimiento tuvo lugar en la Batalla de Kosovo en 1389.

## Himno nacional

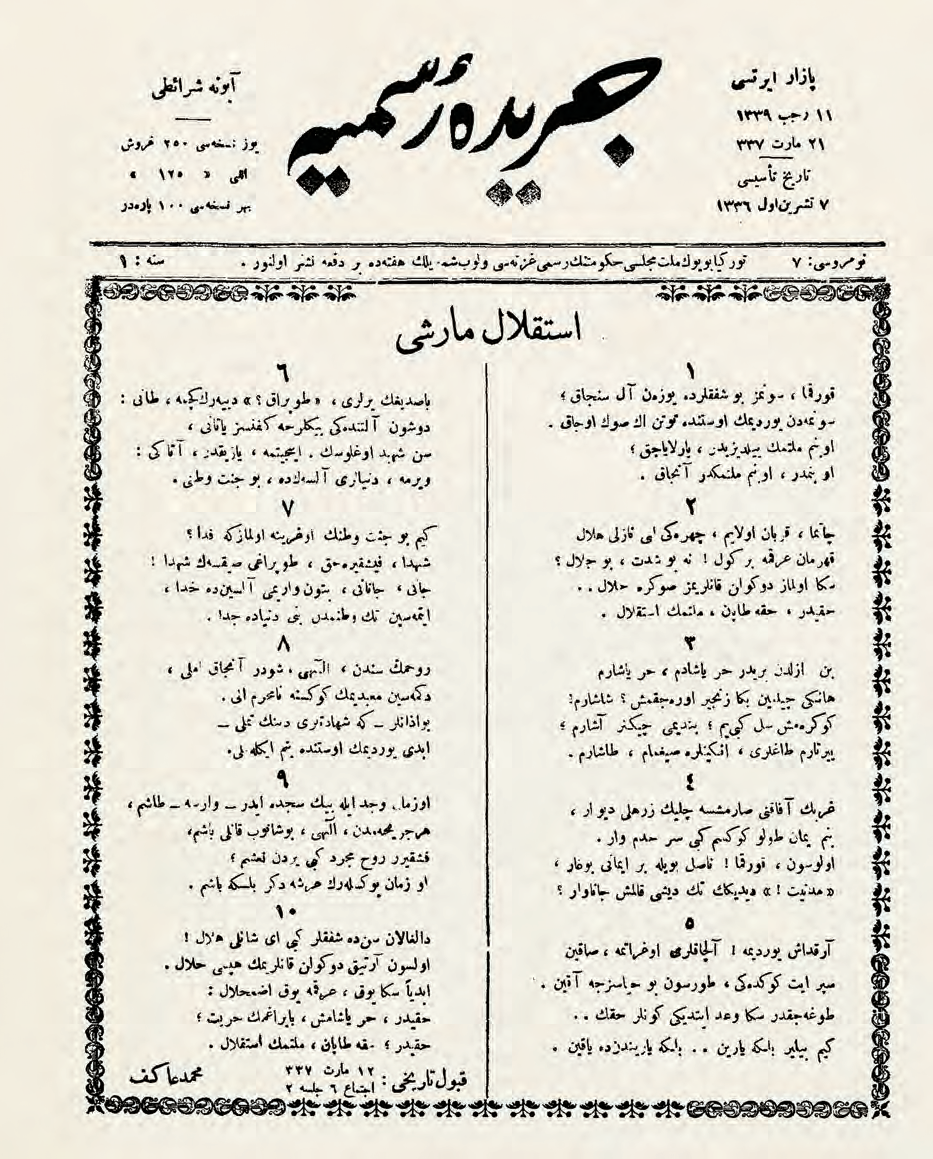
El texto del himno nacional turco en la primera página de la edición de Cerîde-i Resmiye fechada el 21 de marzo de 1921

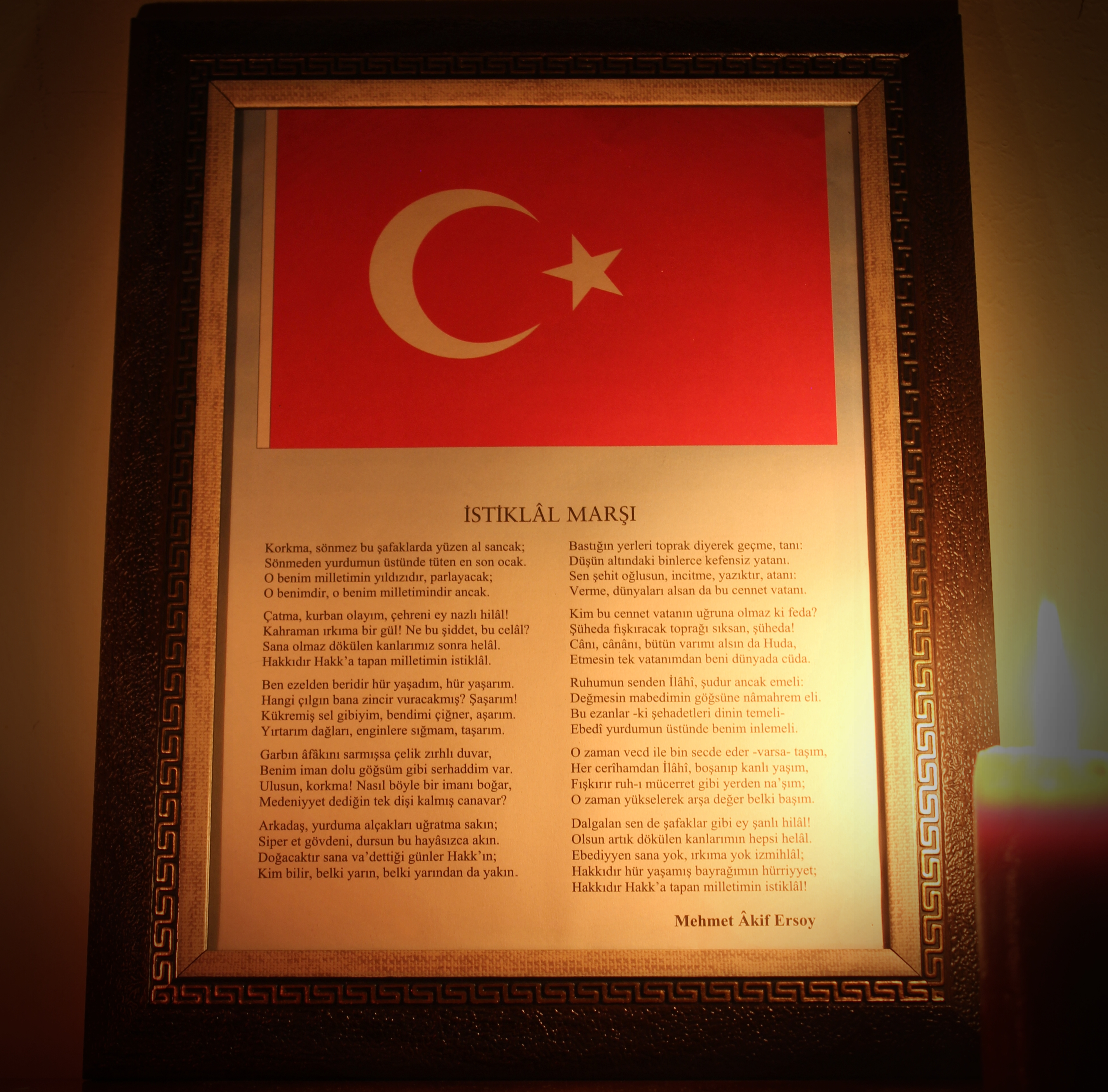
El texto completo del himno en turco moderno

El himno nacional de Turquía fue escrito por el poeta Mehmet Âkif Ersoy durante la Guerra de Independencia turca]] en Anatolia. El poeta expresa su creencia de que la Guerra de Independencia sería ganada, su confianza en el coraje y sacrificio de los soldados turcos, y la devoción del pueblo turco hacia la independencia, Dios, la patria y la religión.

### Historia
Al inicio de la Guerra de Independencia turca, el Ministerio de Educación organizó un concurso de letras en 1921 con el fin de proporcionar una oportunidad para ganar la Guerra de Independencia con un espíritu nacional. El ministerio no pudo encontrar ningún poema que pudiera ser considerado como himno nacional entre los 724 poemas que participaron en el concurso. Por esta razón, Mehmet Âkif quien no participó en el concurso porque pensaba que "los logros de la nación no se pueden alabar con dinero" cambió de opinión después de recibir una carta de invitación escrita por el ministro de educación Hamdullah Suphi Bey el 5 de febrero de 1921. Así, el poeta escribió el poema en el que se dirigía al ejército turco desde su habitación en la Casa de Taceddin en Ankara y lo presentó por medio de un representante. Hamdullah Suphi Bey decidió que el poema de Mehmet Âkif debía ser leído primero entre los soldados en el frente y envió el poema al frente occidental. Este poema fue enviado y recibió una gran apreciación entre los soldados.

Los siete poemas que pasaron la preselección fueron discutidos en la sesión de la asamblea turca presidida por Mustafa Kemal el 12 de marzo de 1921. El poema de Mehmet Âkif fue leído por Hamdullah Suphi Bey desde el podio de la asamblea. Al ser leído, los diputados se emocionaron mucho y no se consideró necesario leer otros poemas. A pesar de las objeciones de algunos diputados, el poema de Mehmet Âkif fue aceptado con un aplauso entusiasta. Mehmet Âkif donó el premio de 500 liras que ganó a Darülmesai, una institución establecida para acabar con la pobreza enseñando a las mujeres y a sus hijos a trabajar.
La composición del poema se retrasó durante dos años debido a la guerra en curso. El 12 de febrero de 1923, se encargó a la Dirección de Educación de Estambul la tarea de organizar un concurso de composición. 24 compositores participaron en el concurso. Sin embargo, debido a las difíciles condiciones del país, no se pudo realizar una evaluación que determinara el resultado. Por esta razón, las letras comenzaron a ser cantadas con diferentes composiciones en varias partes del país; composiciones de Ahmet Yekta Bey en Edirne, de İsmail Zühtü Bey en Esmirna, de Osman Zeki Üngör en Ankara y de Ali Rıfat Bey y Zati Bey en Estambul.
El comité de selección se reunió en Ankara en 1924 y aceptó la composición de Ali Rıfat Çağatay. Esta composición fue interpretada hasta 1930, el año en que se cambió adaptándose la composición actual preparada en 1922 por el director de la Orquesta Sinfónica Presidencial Osman Zeki Üngör. Edgar Manas realizó la armonización del himno que consta de un total de nueve cuartetos y un quinteto e İhsan Servet Künçer arregló la banda.
En 2013, se realizaron diversos ajustes técnicos con el fin de eliminar las dificultades para interpretar la composición del himno. Como resultado de estas regulaciones, surgieron dos versiones. La primera versión fue preparada para el canto de jóvenes y grupos colectivos, y la segunda versión se utiliza en eventos oficiales de alto nivel nacionales e internacionales.

## Emblema

La media luna y estrella rojas es de facto el escudo de armas de Turquía.

Turquía no tiene un escudo de armas oficial. En su lugar, donde se requiere el escudo de armas (como en el documento de identidad turco, pasaporte turco etc.) se utiliza de facto una media luna y estrella rojas sin fondo. Con la abolición del sultanato en 1922 el uso del escudo del Imperio otomano terminó, y en 1925 el Ministerio de Educación organizó un concurso para determinar un nuevo escudo estatal. El pintor Namık İsmail ganó el concurso. Sin embargo, este escudo nunca fue oficialmente promulgado ni utilizado.

Propuesta de Namık İsmail para el escudo de armas turco

En agosto de 2014, la diputada del Partido de la Justicia y el Desarrollo Zeynep Karahan Uslu, presentó oficialmente el «Proyecto de Ley sobre la Determinación del Escudo Oficial de la República de Turquía» al Grupo Presidencial de su partido para el diseño de un nuevo escudo.

### Estandarte presidencial

Estandarte Presidencial de Turquía

El estandarte presidencial de Turquía representa a Turquía y al presidente de Turquía en los ámbitos nacional e internacional. Consiste en una combinación de la bandera turca y el sello presidencial. El estandarte se iza en el asta en la residencia del presidente y durante su visita, permanece izado día y noche. En su oficina se coloca en la parte posterior izquierda del escritorio y se lleva en un poste cromado con la media luna y estrella al frente del automóvil en el que se encuentra.
El emblema en el estandarte consiste en un sol amarillo dorado de 16 puntas con 16 estrellas alrededor del sol. Hay dos interpretaciones diferentes del significado del escudo. Según la primera interpretación, el sol en el centro del escudo de acuerdo con Mustafa Kemal Atatürk «La República de Turquía perdurará para siempre», apoya la promesa de la eternidad de Turquía y las 16 estrellas simbolizan los 16 Grandes Imperios Túrquicos establecidos a lo largo de la historia.

## Símbolos culturales

Logotipo oficial promocional de Turquía con un tulipán

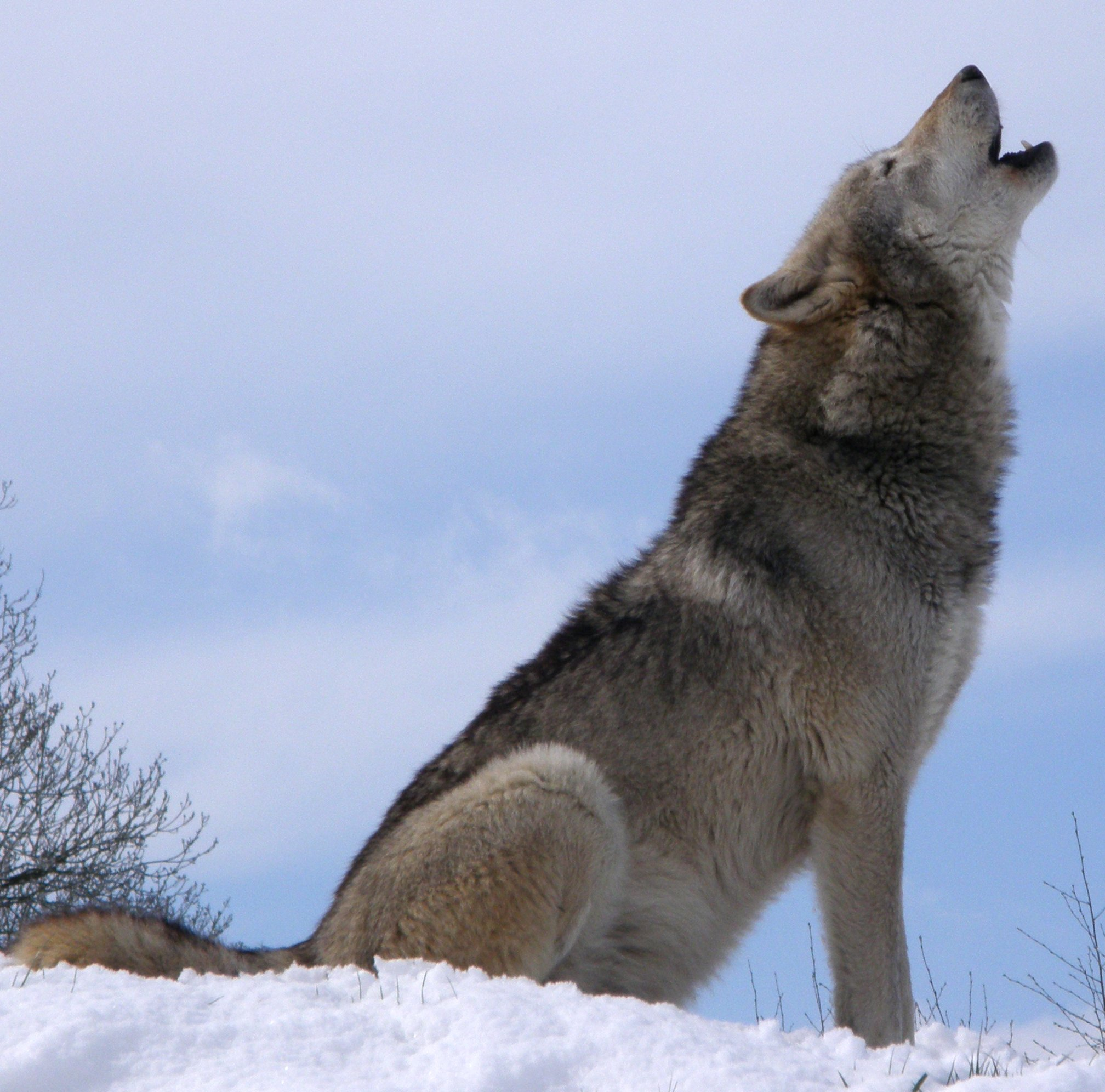
El lobo gris

### Colores nacionales
Los colores nacionales de Turquía son el rojo y el blanco presentes en su bandera. También el turquesa que forma parte de la cultura turca se considera uno de los colores representativos del país. Estos tres colores se utilizan con frecuencia en diversos ámbitos hoy. 

### Flor nacional
El tulipán cuyo lugar de origen son la Cordillera del Pamir, el Hindú Kush y el Tian Shan fue llevado por primera vez a Anatolia con la migración túrquica desde Asia Central.

### Animal nacional
A lo largo de la historia de los pueblos túrquicos, el lobo gris (en turco: Bozkurt) ha sido considerado un animal sagrado y un símbolo nacional. La razón principal por la que el lobo gris es considerado sagrado y un emblema de los turcos radica en la mitología que narra su linaje descendiente de este animal. El lobo gris también es utilizado como símbolo por los nacionalistas en Turquía aunque su origen es mitológico y representa a todas las naciones túrquicas en el mundo. Fue declarado símbolo nacional por Mustafa Kemal Atatürk y empleado en varios contextos. En los primeros años de la República de Turquía, se imprimieron imágenes del lobo gris en los billetes de la moneda de Turquía.